# Just Dronkers
Just Dronkers (ur. 7 czerwca 1993 w Schoonhoven) – holenderski siatkarz, grający na pozycji libero, reprezentant Holandii. Od sezonu 2017/2018 występuje w belgijskiej drużynie Greenyard Maaseik.

## Sukcesy klubowe
Mistrzostwo Holandii:
- 2016, 2017
- 2013, 2015
- 2014

Superpuchar Holandii:
- 2015, 2016

Puchar Holandii:
- 2016[2]

Mistrzostwo Belgii:
- 2018, 2019
- 2021

## Sukcesy reprezentacyjne
Liga Europejska:
- 2019